# Iwan Kłymiw
Iwan Kłymiw, pol. Jan Kłymów, ps. Łehenda, Marmasz, Kuliba (ur. 29 października 1909 w Sielcu, zm. 5 grudnia 1942 we Lwowie) – ukraiński działacz nacjonalistyczny i wojskowy.

## Życiorys
Syn Stepana i Marii, urodził się w Sielcu w pobliżu Sokala. Jego ojciec był zamożnym chłopem i wójtem Sielca. Iwan miał trzech braci i dwie siostry. W rodzinie panowała gruźlica - zmarli na nią jego matka, bracia Stepan i Wasyl oraz siostra Hanna, cierpieli na nią także Iwan i jego brat Hryhorij. W 1929 roku stracił ojca, który utopił się w Racie podczas budowy mostu.
Kształcił się w Państwowym Gimnazjum w Sokalu, które ukończył w 1929 roku. W tym samym roku rozpoczął studia prawnicze na Uniwersytecie Jana Kazimierza we Lwowie. Był działaczem Płastu, członkiem OUN od jej powstania, jednym z organizatorów siatki OUN na Sokalszczyźnie i Wołyniu.
28 września 1930 roku podczas pacyfikacji Sielca został poddany przez żołnierzy i policjantów długotrwałemu biciu, podczas którego dwukrotnie stracił przytomność i został raniony bagnetem w oko. Jego brat Hryhorij, również związany z OUN, zmarł w 1938 roku w szpitalu więzienia Brygidki. Władze więzienne twierdziły, że był to wynik strajku głodowego, w którym uczestniczył Hryhorij. Ukraińcy uważali, że został on zabity przez strażników więziennych podczas przymusowego karmienia.
Przed wojną Iwan Kłymiw był wielokrotnie więziony za działalność antypaństwową. Przeszkodziło mu to w ukończeniu studiów. Na początku 1932 roku został skazany na 6 miesięcy więzienia za wypowiedzi uznane za antypolskie. W grudniu 1933 roku trafił do więzienia na 15 miesięcy za przynależność do OUN i kolportowanie nielegalnych wydawnictw. Wkrótce po wyjściu na wolność trafił do Berezy Kartuskiej, skąd został wypuszczony 17 stycznia 1936 roku. Natychmiast po uwolnieniu wrócił do działalności w OUN, za co został ponownie skazany, tym razem na 10 lat pozbawienia wolności. Wyrok odbywał najpierw w więzieniu w Łucku a później w Rawiczu. Wypuszczony na wolność przez polskie władze we wrześniu 1939.
Ukończył szkołę oficerską im. płk. Konowalca w Krakowie. Na początku 1940 został skierowany wraz z Dmytrem Myronem na tereny okupowane przez ZSRR w celu prowadzenia działalności antysowieckiej. W maju 1940 przejął od Myrona obowiązki krajowego przewodniczącego OUN na zachodniej Ukrainie. 
Podczas rozłamu w OUN opowiedział się po stronie Stepana Bandery.
Po inwazji III Rzeszy na ZSRR banderowska frakcja OUN kolportowała w miejscowościach Galicji Wschodniej dwie odezwy podpisane przez "Łehendę", opracowane jeszcze przed wybuchem wojny. Jedna z nich ogłaszała powstanie państwa ukraińskiego, wzywała Ukraińców do podjęcia walki z Armią Czerwoną i wstępowania do "Ukraińskiej Armii Narodowo-Rewolucyjnej". Odezwa kończyła się słowami "Narodzie! Wiedz! Moskwa, Polacy, Madziarzy, żydostwo - to twoi wrogowie. Niszcz ich". W drugiej odezwie, skierowanej do "obywateli państwa ukraińskiego", "Łehenda" przedstawiający się jako głównodowodzący "Ukraińskiej Armii Narodowo-Rewolucyjnej", m.in. ogłaszał stan wojenny na terenie całej Ukrainy, wprowadzał "rewolucyjne trybunały wojskowe" oraz zbiorową (rodzinną i narodową) odpowiedzialność za "wszystkie przestępstwa przeciw ukraińskiej armii i państwu". Jako kary za te przestępstwa wymieniał karę śmierci, uwięzienie w obozie koncentracyjnym, więzienie i konfiskatę mienia. Odezwy te, wraz z trzecią, podpisaną przez "Rzecznika Organizacji Ukraińskich Nacjonalistów", która nakazywała nowo tworzonej ukraińskiej milicji i administracji przeprowadzenie rejestracji Żydów, odizolowanie ich od ludności aryjskiej oraz wykorzystanie ich do pracy fizycznej, przyczyniły się do wzrostu nastrojów antysemickich i pogromowych wśród Ukraińców. Marko Carynnyk wiąże wybuch pogromu lwowskiego z przybyciem Iwana Kłymiwa 1 lipca 1941 do Lwowa. Zdaniem tego badacza podkomendni "Łehendy" odpowiadają także za organizację pogromów w Złoczowie i Tarnopolu.
Po ogłoszeniu Aktu Odnowienia Państwa Ukraińskiego został ministrem koordynacji politycznej w rządzie Jarosława Stećki. 
W sierpniu 1941 roku wydał instrukcję, w której nakazał m.in. tworzenie list "Polaków, Żydów, fachowców, oficerów, przywódców i wszelkiego elementu wrogo nastawionego przeciw Ukrainie i Niemcom". W instrukcji znalazło się także polecenie umieszczania na murach i płotach napisów domagających się uwolnienia Stepana Bandery i Jarosława Stećki. "Nie chcemy, by na Ukrainę wrócili polscy i żydowscy dziedzice oraz bankierzy. Śmierć Moskalom, Polakom, Żydom i innym wrogom Ukrainy" - brzmiał fragment polecanego napisu.
Na początku 1942 wszedł w konflikt z Mykołą Łebediem próbując stanąć na czele Prowodu OUN-B. W konsekwencji został przesunięty na niższe stanowisko oficera do specjalnych poruczeń referenta wojskowego.
W październiku 1942 roku brał udział w konferencji referentów wojennych OUN we Lwowie.
4 grudnia 1942 roku został we Lwowie aresztowany przez Gestapo i następnego dnia zakatowany podczas przesłuchania.